# 米蘭商務中心

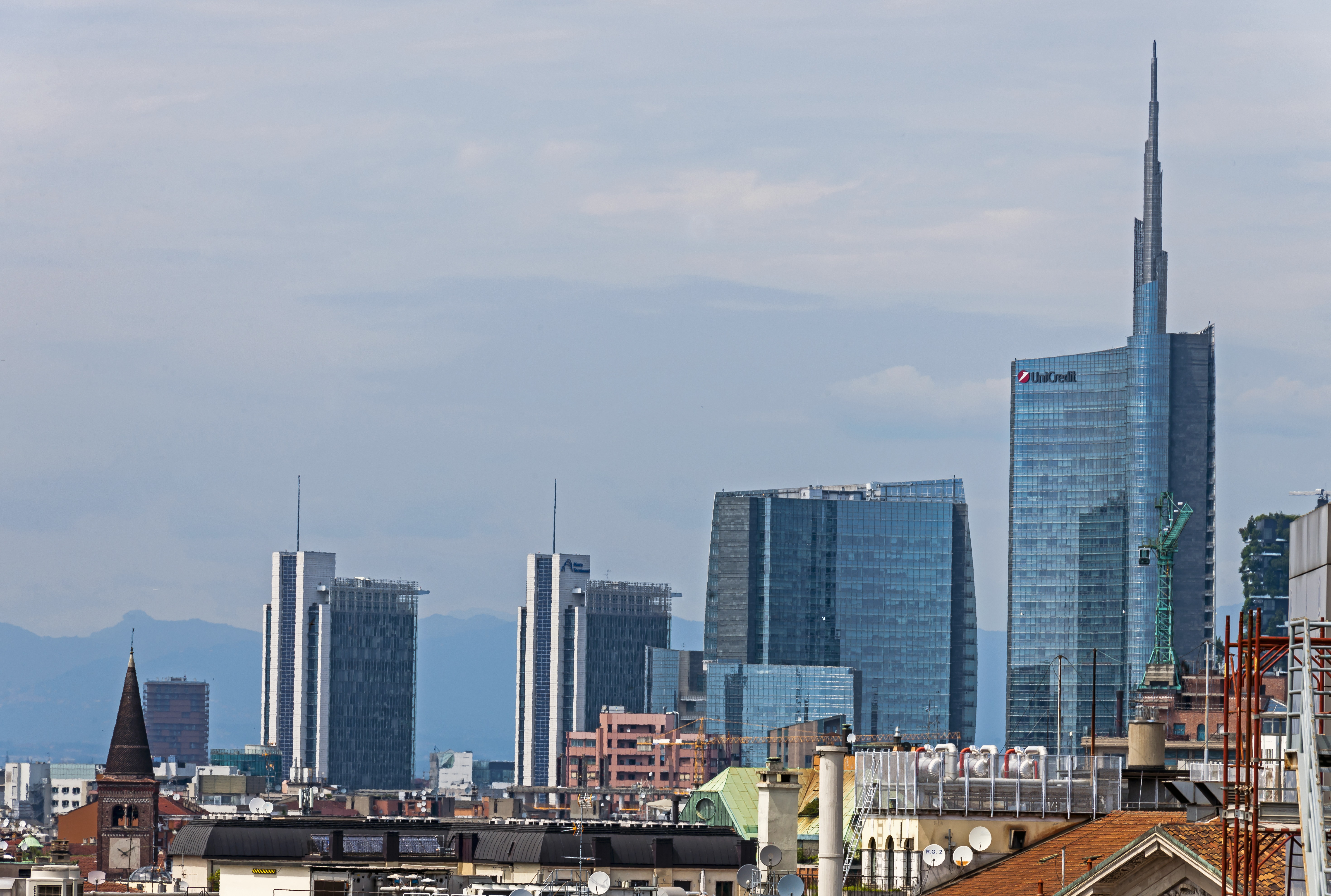
米兰中央商务区

米兰中央商务区（義大利語：Centro Direzionale di Milano）是意大利米兰的一个街区 ( quartiere ) ，属于米蘭九區。它位于市中心西北部，位于米兰中央火车站和米兰加里波第门两大火车站之间。它是米蘭擁有最多摩天大樓的街區。

## 交通
- 火車米蘭加里波底門站、米蘭中心站。
- 米兰地铁加里波第站、共和國站、卓婭站、中央站
- 米蘭城鐵Milano Repubblica和 Milano Porta Garibaldi

## 知名建築
- 裕信银行大楼，米蘭最高樓
- 垂直森林